# ジェロー
ジェローもしくはジェロ (Jell-O) とは、米国のクラフト・ハインツが商標登録を行っている食品ブランドである。最初に商品展開されたフルーツゼリーがもっとも有名で、米国では「jello」が一般名詞としてゼリーを指すほど浸透している。そのほかプリンや焼かずに作れるクリームパイもブランドに含まれる。
特に20世紀前半に人気を博した。1897年にニューヨーク州ルロイでパール・ビクスビー・ウェイトとその妻メイが砂糖と粉末ゼラチン（1845年特許）を混ぜてイチゴ、ラズベリー、オレンジ、レモン（ライム）の香料を加えた製品に「Jell-O」と名付けたのが始まりである。

## 概要

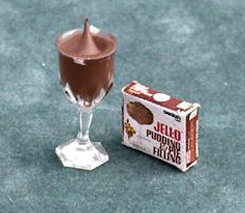
ジェロー・チョコレートプリン。

調理済みの商品もあれば粉末の商品もあり、色やフレーバー（香りと風味）は多様である。粉末のミックスはゼラチンのほか砂糖や人工甘味料、香料からなり、これを湯に溶かしてから冷やし固める。果物、野菜、ホイップクリームを加え、型に入れて手の込んだ一品にすることもある。
ジェローのブランドにはプリンやパイフィリングのようなゼラチンを用いない商品もある。プリンには牛乳を加えて加熱してから温かいまま、もしくは冷やして食べる種類のほか、冷たい牛乳と混ぜるだけで固まるインスタントプリンがある。同じプリン製品で牛乳を減らせばパイフィリングになる。

## 歴史

### 初期
ゼラチンは家畜の骨や結合組織などを煮込んで抽出したコラーゲンを原料とするタンパク質で、15世紀ごろから食品、特にデザートの材料として用いられてきた。ヴィクトリア朝時代のニューヨークでは華やかで込み入った形のゼリー型とともにゼラチンが普及した。ゼラチンはシート状で売られており、余計なものを取り除く処理に手間がかかったため、ゼリーのデザートは王族や比較的裕福な人々のものであった。1845年になると実業家ピーター・クーパーが粉末ゼラチンの特許を取得した。クーパーはアメリカ初の蒸気機関車「トム・サム」を建造した人物でもあった。この粉末ゼラチンは製造が容易で、料理にも使いやすかった。

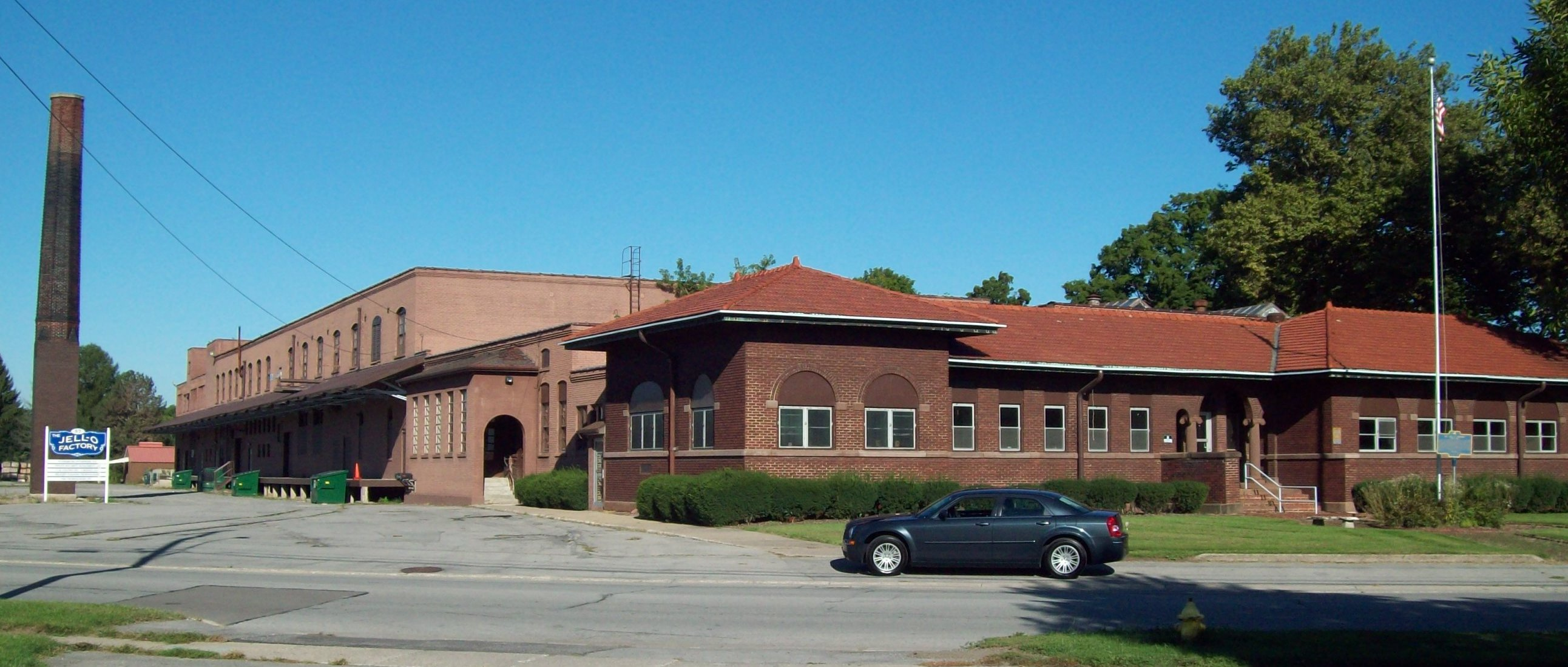
ニューヨーク州ルロイにある最初のジェロー工場。2014年撮影。

1897年、ニューヨーク州ルロイにおいて、大工で咳止めシロップの製造も行っていたパール・ビクスビー・ウェイトが「ジェロー (Jell-O)」という名のゼリーを商標登録した。ウェイトと妻のメイは粉末ゼラチンと砂糖を混ぜたものにイチゴ、ラズベリー、オレンジ、レモンなどの香料を加えていた。ウェイトは商売を軌道に乗せることができず、1899年にはジェローをオラター・フランシス・ウッドワードに450ドル（2018年の価値で11000ドル）で売却した。ウッドワードのジェネシー・ピュア・フード社は健康飲料「グレイン・オー (Grain-O)」で成功を収めていた。ウッドワードがジェローを買い取ったのは商品名が似ていたためだという説がある。

### 有力ブランドへ

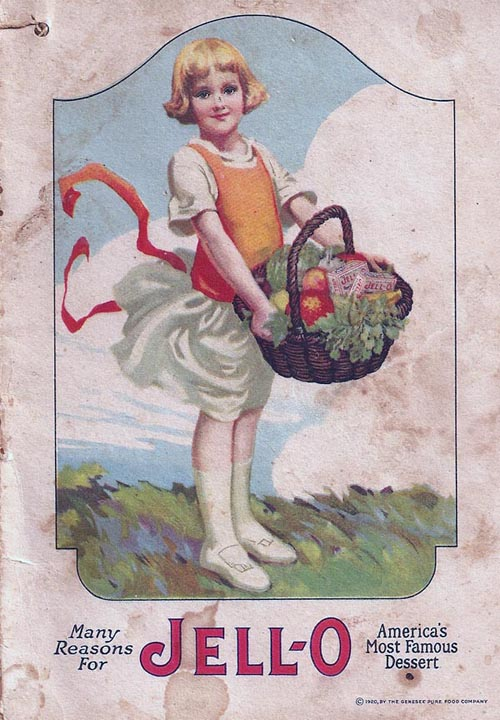
1908年から広告に登場していた純粋無垢なイメージの「ジェロー・ガール」。

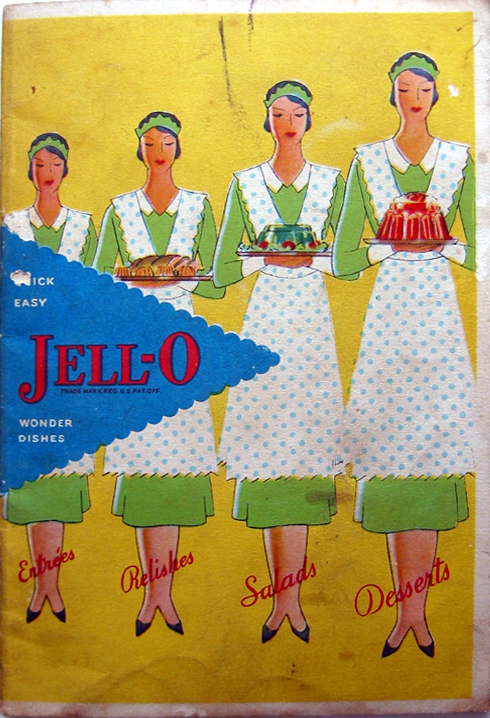
1930年のレシピ本 Quick, Easy Jell-O Wonder Dishes

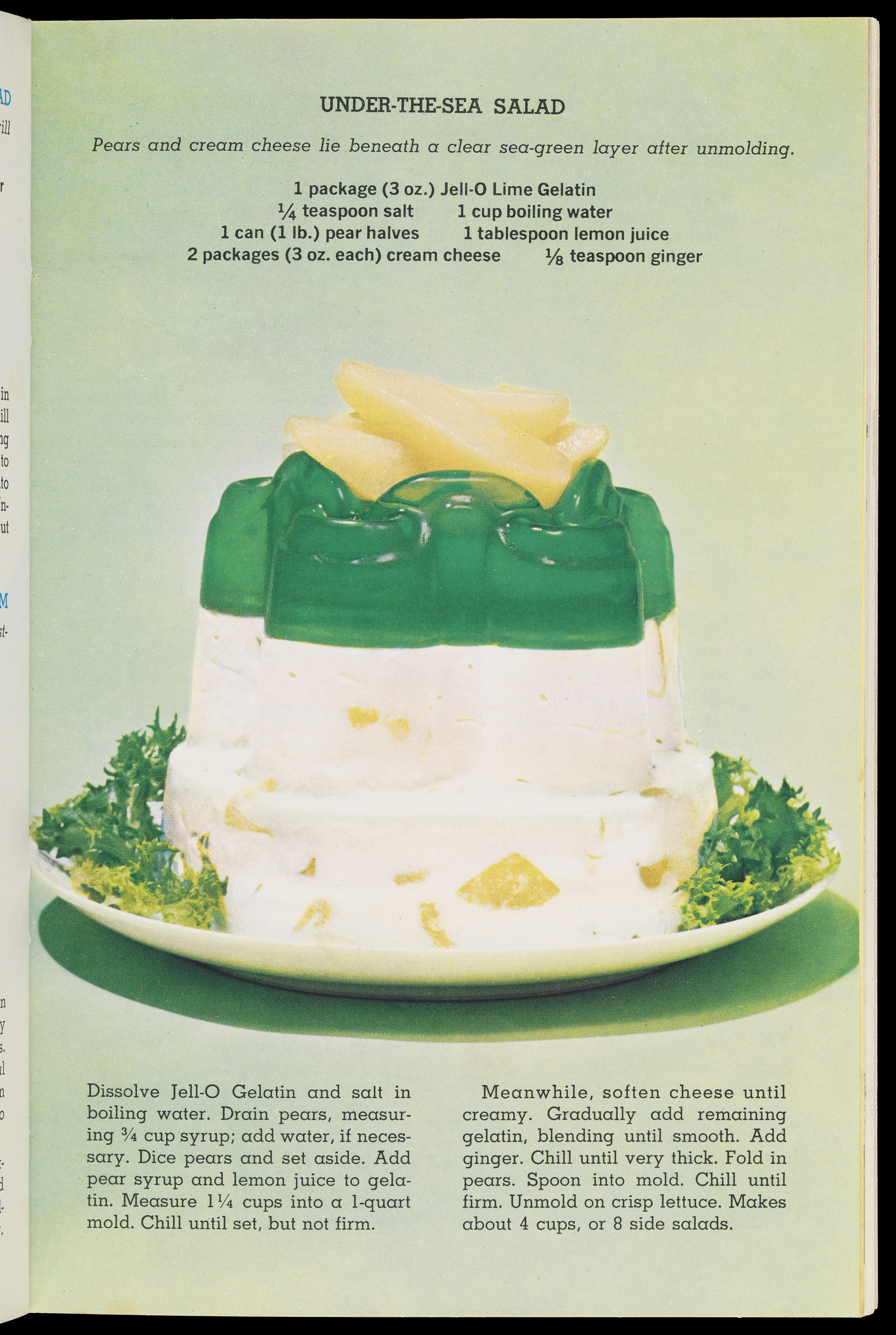
「アンダー・ザ・シー・サラダ」のレシピ。ライム味のジェロー、洋ナシ、クリームチーズが材料で、塩、レモン汁、ショウガで味付けする。

ジェローが市場で主要な地位を占めるまでには、冷蔵・粉末ゼラチン・食品包装機のような新技術の発展、それにともなう家事労働の近代化、マーケティング戦略のようなさまざまな要素が鍵となった。
当初ウッドワードは粉末ジェローを売るのに苦労した。1902年からジェネシー・ピュア・フード社はジェローの認知度を高めるため『レディーズ・ホーム・ジャーナル』誌で「アメリカで最も有名なデザート」と広告した。それでも大ヒットには至らなかったが、1904年にジェネシー社が大量のセールスマンを動員してジェロー料理のレシピ本を無料配布し始めると状況は変わった。このマーケティング戦術は時代の先駆けとなった。
それから10年でチョコレート（1927年に販売終了）、チェリー、ピーチと三つの新しいフレーバーが追加され、カナダでもブランド展開が始まった。有名人の推薦文やレシピを載せた広告が作られ、女優のエセル・バリモアやオペラ歌手のエルネスティーネ・シューマン＝ハインクが起用された。イラストレーション広告の中にはマックスフィールド・パリッシュが手掛けたものもあった。
1923年にジェネシーはジェロー・カンパニーと名を変え、人工甘味料を使ったタイプのジェローを「ディザータ (D-Zerta)」の名で発売した。その2年後、C・W・ポストのポスタム社がジェロー社を吸収し、さらに1927年には発明家クラレンス・バーズアイの冷凍食品会社を買収統合してゼネラルフーヅ・コーポレーションとなった。
1930年になるとアメリカ料理にジェロー・サラダの流行が訪れた。全米の料理人はアスピックやサラダと組み合わせてジェローを用い始め、ゼネラルフーヅはその需要に合わせてライム味のジェローを発売した。人気のジェロー料理にはキャベツ、セロリ、ピーマン、さらには茹でたパスタのような材料がよく使われた。
1934年、コメディアンのジャック・ベニーがジェローの提供でラジオ番組を持ち、ジェローのスポークスパーソンになった。このときポストは、それから数十年にわたって親しまれることになるジングルを送り出した（広告代理店ヤング・アンド・ルビカムがこのジングルを大きく扱った）。上り調子の5音からなるメロディに乗せて「J-E-L-L-O」という綴りを歌うものだった。作曲したのはベニーの番組「ジェロー・プログラム」でバンドリーダーを務めていたドン・ベスターである。
1936年にはチョコレート味がラインナップに戻ってきたが、牛乳で作るインスタントプリンという形だった。これは大きな人気を集め、その後バニラ、タピオカ、ココナッツ、ピスタチオ、バタースコッチ、エッグカスタード、フラン (料理)、ライスプディングなど、フレーバーの異なるプリンがいくつも追加された。1950年代にはジェロー・サラダの人気が高く、これに応えてセロリ、イタリアン、ミックスベジタブル、シーズンド・トマトのような甘くない野菜味のフレーバーが販売された。

### ベビーブーム

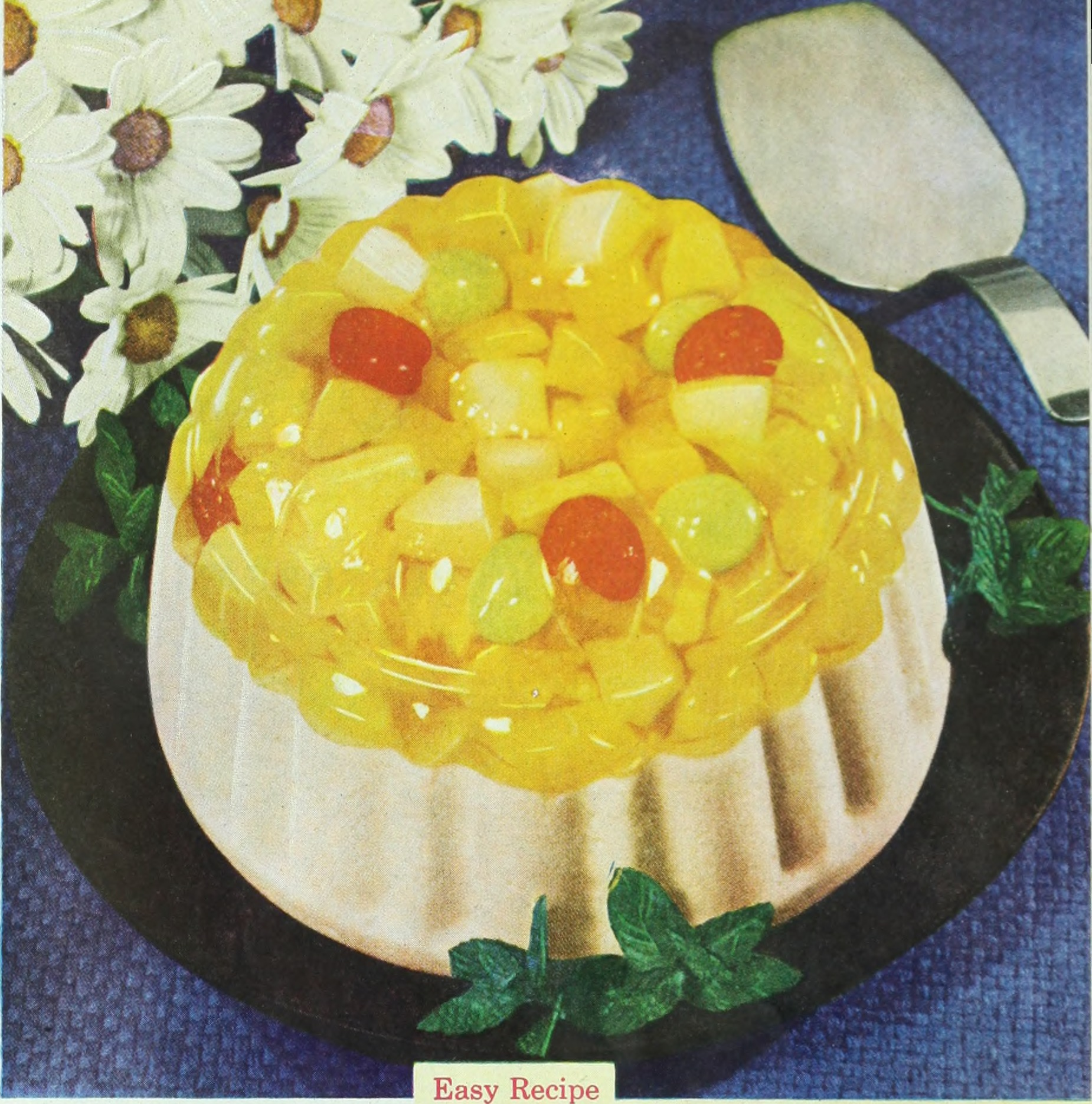
『レディーズ・ホーム・ジャーナル』誌より（1948年）。20世紀の前半、この種の料理は科学技術による生活の効率化・衛生化の象徴だった。

1920年代から1950年代にかけて、生活は便利になっていく一方で、やはり一家のために手をかけて食事を作るのが女性の仕事とみなされていた。食品メーカーは工業的なインスタント製品を取り入れた手料理のレシピを盛んに売り込み、一般の主婦はそれを受け入れた。高級感のあるフェミニンで優美な料理を作るなら、安価でありながら飾り付けに向くジェローは格好の材料だった。キャビアやロブスターのような高級食材を用いた豪華で手の込んだティータイム用のジェロー料理が多く作られた。ジャズ・エイジのころには、平均的な料理本に掲載されているサラダのレシピの1/3近くが、フルーツや野菜、時にはクリームチーズなどの具材を入れたゼラチンベースのものだった。
20世紀初頭の典型的なレシピには、イチジク、ナツメヤシ、バナナなどの物珍しいフルーツを使ったものや、レモン味のジェローにマラスキーノ・チェリーやマシュマロ、アーモンドなどを組み合わせたものがあった。「グッド・サラダ」というシンプルな名を持つゼリーとフルーツのデザートは、バニラプリン、タピオカプリン、パイナップル、マンダリンオレンジ、オレンジ味のゼラチンが材料で、プリンの素を缶詰のシロップやゼラチンと混ぜ、果物を加え、冷蔵庫で固めて冷たいまま食べるものだった。
デザートではないレシピの例として、アイオワ州の地方紙『デモイン・レジスター』が紹介したトマトスープのゼラチンサラダがある。冷製のメニューで、レモン味のゼラチン、トマトスープ、クリームチーズ、スタッフト・オリーブをその他の材料や調味料と組み合わせていた。
ベビーブームとともにジェローの売り上げは大幅に増加した。若い母親たちはそれまでの世代のような生活を支えてくれるコミュニティを持っていなかったため、マーケティング担当者は簡単に調理できるパッケージ食品を強く打ち出した。この時期までにジェロー製品は、お湯で溶いた液をタッパーの型に入れて冷蔵庫で少し冷やすだけで作れるようになっていた。
新しいフレーバーは続々と追加され、失敗したフレーバーは廃止された。1950年代から1960年代にかけて、アップル、ブラックチェリー、ブラックラズベリー、グレープ、レモン・ライム、ミックスフルーツ、オレンジ・バナナ、パイナップル・グレープフルーツ、ブラックベリー、ストロベリー・バナナ、トロピカルフルーツ、そして昔からあるストロベリー、ラズベリー、チェリーをもっと強烈にした「ワイルド」バージョンが登場した。1966年にはチーズケーキを15分で作ることができる「ノーベイク（焼かない）」シリーズが発売された。1969年には、冷やすと3層に分かれるゼラチンデザート「ジェロ―1∗2∗3」（後のジェロ―1•2•3）が出た。この製品は1987年までは全米の食料品店で販売されていたがその後ほとんど見られなくなった。1971年には「ジェロー・プリン・トリート」と呼ばれるパック入りの調理済みプリンが発売された。ムース状のデザートである「ジェロー・ホイップン・チル」も広く宣伝されたが、現在では限られた地域でしか販売されていない。それと似た「ジェロー・ソフト・スワール」というデザートが1972年に発売された。この製品にはチョコレート・クレーム、ストロベリー・クレーム、バニラ・クレーム、ピーチ・クレームなどのフレーバーがあった。テレビCMにはフローレンス・ヘンダーソンが出演していた。
1964年には「ジェローはいつでもお腹に入る」というスローガンが打ち出され、重い食事の後でも気軽に食べられる「軽いデザート」だと宣伝された。

### 売上減と好転

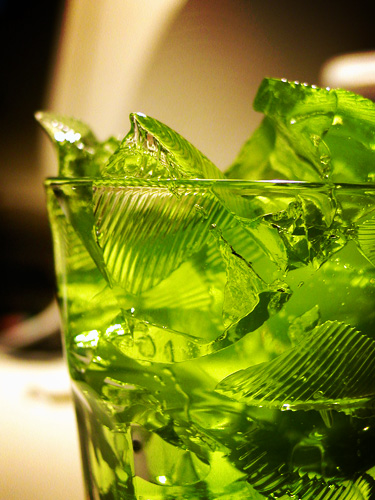
ライム味のジェロー。

1960年代から1980年代にかけてジェローの売り上げは徐々に減少していった。特にジェロー・サラダの人気が凋落し、特別な機会にしか作られないものになった。セロリなどのサラダ用フレーバーは軒並み廃止された。マーケティング担当者は売り上げ減少の原因を、世帯人数の減少、「テンポの速い」ライフスタイルへの移行、女性就業率の増加に求めた。1986年のある市場調査は、幼い子供を持つ母親がジェローを購入することはほとんどないと結論づけていた。手間をきらう消費者は電子レンジと冷凍食品に流れていった。またこの時期に過剰な糖分の摂取を警告する社会運動が始まったことも逆風となった。
ジェローの販売戦略はおやつとしての消費に回帰した。売り上げ減を食い止めるために雇われたダナ・ジョイア（詩人としても知られる）の指揮のもと、マーケティング部門は過去の料理本に掲載されたレシピを見直して「ジェロー・ジグラーズ」を再発見した（オリジナルのレシピはその名前ではなかったが）。ジグラーズはジェローの素を少なめの水で固めて形をつけたもので、通常のゼリーより堅く、つまんで食べることができた。コメディアンのビル・コスビーをスポークスマンに起用した大規模なマーケティング・キャンペーンが大成功を収め、市場は大幅に広がった。
コスビーは1974年から約30年間にわたってスポークスマンの役を担い続け、数々の新製品を世間に送り届けた。その中には氷菓「ジェロー・ポップス」（ゼラチンとプリンの2種類）、1984年に「ディザータ」に代わって登場した「シュガーフリー・ジェロー」（甘味料としてニュートラスイートを用いていた）、「ジェローのシャンパン」と宣伝された炭酸入りの「スパークリング・ジェロー」がある。コスビーはしばらく間を置いた2010年にオンラインのネット番組「OBKB」でジェローのスポークスマンに復帰した。
1980年代後半から1990年代前半にかけてジェロー・ショット（後述）やジェロー・レスリング（「泥レス」に似た見世物）が流行し、ファミリー向け商品としてのジェローの評価はやや損なわれた。
1990年、クラフトフーヅの親会社フィリップモリス（現アルトリアグループ）の主導のもとでゼネラルフーヅとクラフトフーヅの合併が行われた。同時期にスイカ、ブルーベリー、クランベリー、マルガリータ、ピニャ・コラーダなどの新しいフレーバーが導入された。
2001年、ユタ州上院はジェローを公式の「州のおやつ」に認定した。州都ソルトレイクシティは同年のジェロー消費量が人口比で世界一だった。マイケル・O・レヴィット州知事は年中行事として「ジェロー・ウィーク」を制定した。2002年のソルトレイクシティ冬季オリンピックでは、記念品のピンズの中に緑のジェローを図案化したものがあった。
2011年時点で、アメリカでは毎年4億2000万箱以上の箱入り製品と10億個以上のカップ入り製品が販売されている。2016年時点でジェローのブランドで販売されている製品は110種類以上ある。

## 派生料理

### ジェロー・サラダ
「#歴史」節参照。21世紀までにジェロー・サラダは全国的な人気を失ったが、甘いデザートサラダは中西部やディープサウスでよく食べられている。甘くない食事用のサラダはユタ州をはじめとしてモルモン教信者の間で人気を保っている。

### ジェロー・モールド
ジェローを主材料とする一般的なデザート。細かく切ったフルーツやナッツなど少量の具をゼラチンと一緒に特徴的な形の型に入れて固めたものである。生のパイナップル、パパイヤ、キウイフルーツ、ショウガなどはゼラチンの凝固を妨げる酵素が含まれているため使用できない。パイナップルジュースとそれに含まれるブロメラインという酵素の場合は、唐辛子から抽出したカプサイシンを少量加えることで、熱変性を起こさせて風味を損なうことなく酵素を不活性化することができる。

### ジェロー・ショット

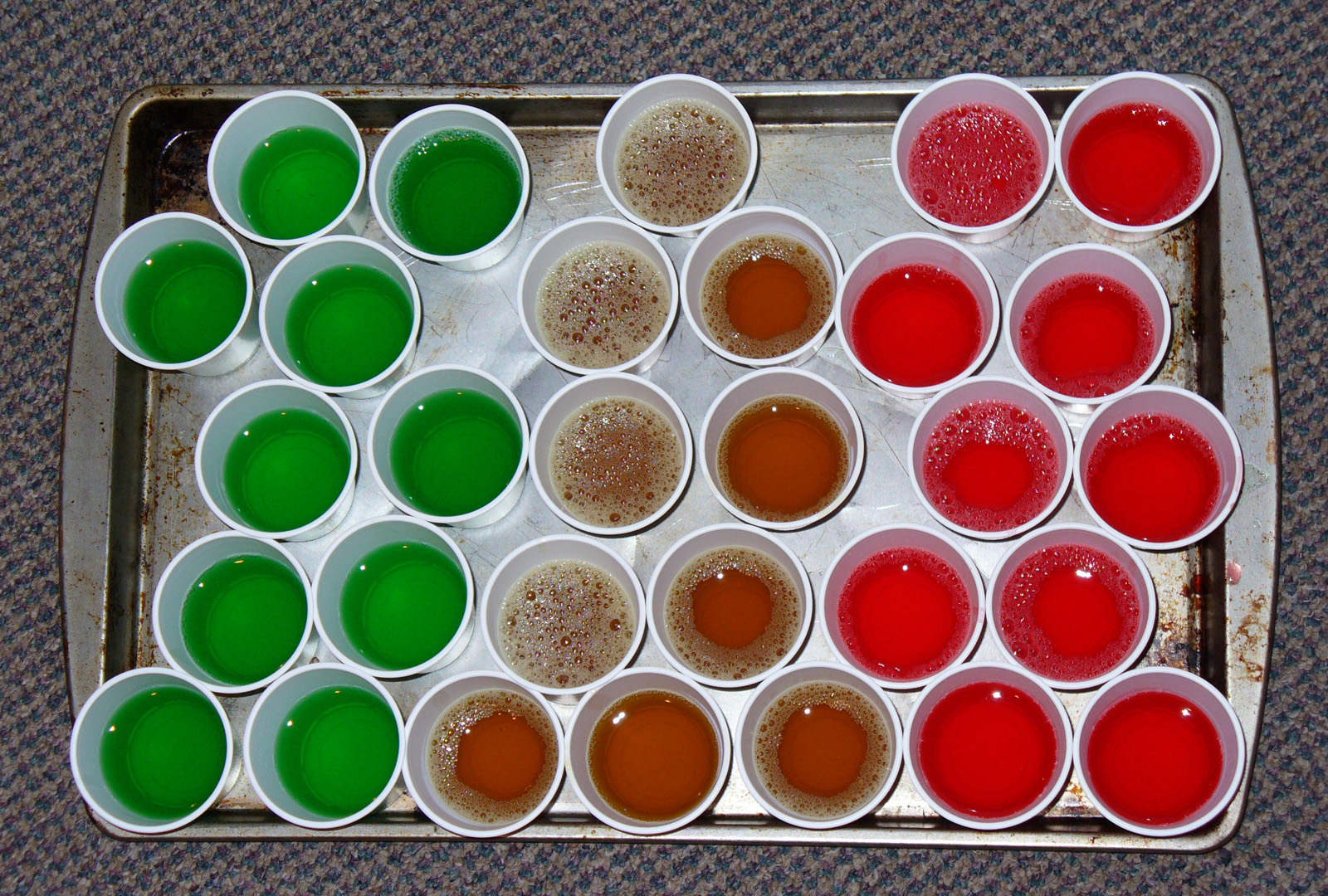
ジェロー・ショットを並べたトレイ。

ゼラチンを煮溶かした後でアルコール飲料を全量の1/3～1/2程度加え、一人分に小分けしたものを「ジェロー・ショット」と呼ぶ。パーティーでよく食べられる。加えるアルコールの量とタイミングは重要である。乾燥ゼラチンに含まれるコロイド状のタンパク質は鎖状になっており、半固体のコロイド懸濁液を形成させるためには高温の液体で鎖をいったん変性させる必要があるため、酒だけではジェロー・ショットを作ることはできない。純粋なアルコールを用いるとタンパク質を分解するのに十分な熱を加える前に蒸発してしまう。
主にウォッカかラム酒が用いられるが、ほぼどんな酒でも造ることができ、ブレンドも可能である。様々な種類の酒を試す場合、液が確実に固まるように酒と冷たい水の割合を調整することが重要である。ジェロー・ショットはショットグラスに入れることもあれば、紙やプラスチックの小さいカップを用いることもある。後者の方が食べやすいが、グラスに入れた方が見栄えはいい。ジェロー・ショットのアルコール分はゼリーの中に入っているため吸収が遅く、摂取量を過小評価してしまうことがある。このため飲むときには自分の摂取量を把握しておく必要がある。
アメリカ人シンガーソングライターのトム・レーラーは、1950年代に駐留していた海軍基地でアルコール飲料の持ち込みが禁じられていたため、飲料ではないと言い抜けできるジェロー・ショットを考案したと主張している。初期のアルコール入りゼラチン飲料の例は、1862年に刊行されたジェリー・トーマスによるカクテル本『HOW TO MIX DRINKS or 美食家たちのお供』（邦題）にすでに見られる。トーマスの「パンチ・ゼリー」のレシピは、コニャック、ラム、レモンジュースから作られたパンチ (飲料)にアイシングラスなどのゼラチンを加えたものである。トーマスはこの飲料のアルコール分の強さがゼラチンによって「巧みに隠されている」と警告している。

## 製造地と観光

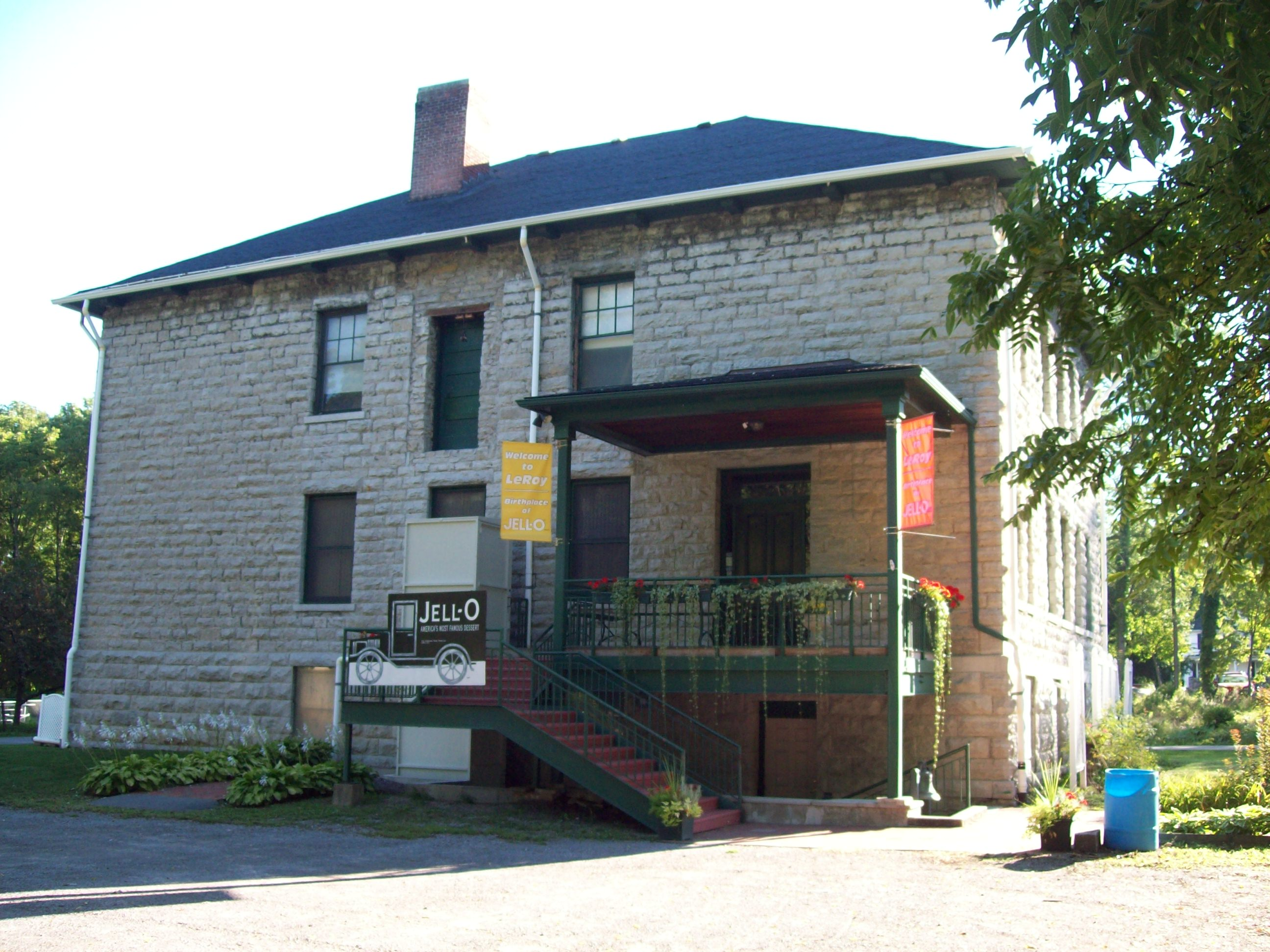
ニューヨーク州ルロイにあるジェロー博物館。

2012年現在、ニューヨーク州ルロイはジェローの発祥地として知られており、小さな街並みを貫く大通りには世界で唯一のジェロー博物館（ジェロー・ギャラリー）がある。1964年にゼネラルフーズが工場を閉鎖し、製造拠点をデラウェア州ドーバーに移すまではこの地でジェローが製造されていた。ジェロー・ギャラリーはルロイ歴史協会によって運営されており、1997年に国家歴史登録財に登録された。
ジェロー・ギャラリーではジェローの歴史を創成期から学ぶことができる。入館者はイースト・メイン・ストリートから入り、かつての工場従業員の名前が刻まれた石によって築かれたジェロー・ブリック・ロードを辿っていく。チョウザメの膀胱や子牛の蹄のようなジェローの原料や、さまざまなゼリー型が展示されている。
アイオワ州メイソンシティにあるジェロー工場は調理済みのカップ入りゼリーやプリンをアメリカ市場に供給している。

## 広告

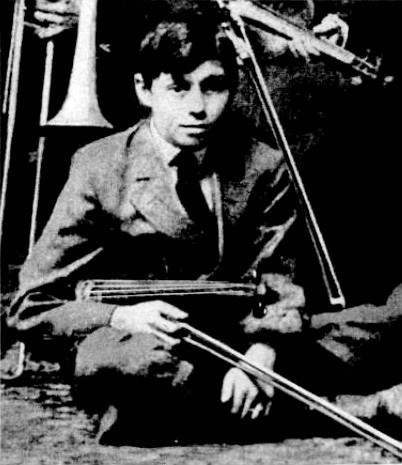
少年時代のジャック・ベニー。1937年に『ライフ』誌に掲載された、ジェローが提供するラジオ番組の広告より。

1930年代から1940年代にかけてジェローが提供したジャック・ベニーのラジオ番組『ザ・ジェロー・プログラム・スターリング・ジャック・ベニー』はトップクラスの聴取率を稼いだ。この番組はコマーシャルを挟む代わりに、アナウンサーのドン・ウィルソンが番組の途中でジェローに関するスピーチを行い、ベニーがそれを嫌がるという体裁を取っていた。ルシル・ボールのテレビ番組『アイ・ラブ・ルーシー』の前身でもある人気ラジオ番組『ルシル・ボールズ・マイ・フェイヴァリット・ハズバンド』でも、124回にわたる放送のほとんどをジェローが提供していた。ボールが演じたリズ・クーパーはよく番組の冒頭で「jell-o everybody!」と陽気に挨拶していた。
コメディアンのビル・コスビーはジェローのゼリーやプリン（特に後者）の顔となり、それらのコマーシャルに数多く出演した。『マッドTV』、『ザ・シンプソンズ』、『サタデー・ナイト・ライブ』などの番組はコスビーをパロディー化して、その際に「プリン・ポップ」などジェローのCMからの引用を行った。1960年代にはシットコム『ホーガンズ・ヒーローズ』のキャストに加えてキャロル・チャニングを起用したコマーシャルが作られた。ホーガン大佐と部下、クリンク司令官、シュルツ軍曹がデザートにジェローとドリームホイップを食べるという内容である。またルシル・ボールが1960年代に最初に主演したテレビ番組『ザ・ルーシー・ショー』の初めの方のシーズンでは、ヴィヴィアン・ヴァンスなどのキャストメンバーがジェローのコマーシャルに何度も出演していた。
1995年の広告では「これ、生きてる！ (It's alive!)」というキャッチフレーズが打ち出された。「J-E-L-L-OOOOOOO!」というフレーズもあった。
2018年8月、ジェローはドリームワークスTVと提携して『JELL-O Wobz』という題のアニメシリーズをYouTubeとAmazon Prime Videoから配信した。

## 文化的位置づけ
ドロシー・フィールズが1936年に発表したポピュラーソング「ア・ファイン・ロマンス」（曲はジェローム・カーン）の中で、ロマンチックな恋の興奮に対比される平凡なものとしてジェローがユーモラスに言及されている。 1980年にはアメリカの作曲家ウィリアム・ボルコムが甘味と塩味が組み合わされたジェロー・サラダを風刺的に歌ったポピュラーソング「ライム・ジェロー・マシュマロ・カッテージチーズ・サプライズ」を作曲した。
1992年、イヴェット・バッサは青色のジェローを開発したことで史上2人目のイグノーベル化学賞受賞者となった。
ロックグループ「Green Jellÿ」は元々「Green Jellö」という名前だったが、クラフトフーズがジェローの商標を侵害しているとして行った訴訟により改名を余儀なくされた。

### モルモン教
ジェローは末日聖徒イエス・キリスト教会（一般に「モルモン教」と呼ばれる）の信者の間で特に人気がある。アメリカでモルモンの人口が最も多い「モルモン・コリドー」地域は、モルモンがジェローを好むという20世紀のステレオタイプから「ジェロー・ベルト」というニックネームを得ている。2001年には実際にジェローがユタ州の公式な州のスナック・フードに制定された。その決議案を起草するにあたってユタ州議会は、ユタ州が長年にわたって人口当たりジェロー消費量が最多だったことや、1999年にアイオワ州デモインに追い抜かれた際にユタ州民が「タイトルを取り戻そう」と結集したことなど、ジェローを選ぶ理由を数多く示した。ユタ州の文化、ユタ州民による嘆願、ブリガム・ヤング大学の学生によるキャンペーンなども理由として挙げられている。ジェロー・ブランドのスポークスパーソンを長く務めたビル・コスビーは法案支持を表明するためにユタ州議会に出席した。
2002年のモルモン映画『ザ・シングルズ・ワード』はモルモンの内輪ネタやステレオタイプが盛り込まれたロマンティック・コメディだが、独身の若い信者が集まる懇親会で出演者がジェローで滑って転ぶ場面がある。
モルモンがジェローを好むというステレオタイプの歴史はそれほど長くないと見られる。1969年と1988年にはモルモンやユタ州民の間で人気のある食品についての記事がメディアで報じられたが、そこにジェローについての記述はなかった。1988年に出た別の記事ではジェローはルーテル教会の伝統だと述べられている。1997年にクラフト社が発表した販売統計では人口当たりのジェロー消費量が最も多いのはユタ州都のソルトレイクシティだった。

### ユダヤ教
ジェローはコーシャを守っているユダヤ人にとって問題がある。ジェローのゼラチンは豚や牛のコラーゲンを原料としており、豚はコーシャではない動物であるため、OKを始めとする主要なコーシャ認証団体はジェローが非コーシャ製品だと宣言している。ユダヤ人が買うことができるコーシャのゼラチンは、コーシャの規定に従って屠殺・処理された牛か、あるいは非動物製の原料から作られたものである。

### イスラム教
ユダヤ教と同じく豚肉由来のゼラチンはハラールの食事規則を守るイスラム教徒にとって問題であり、ハラールを守る人々はいかなる種類のジェローも食べることができない。

## フレーバー
2013年時点でジェロー製品のフレーバーは次の通りだった。

### ゼリー
- Apricot
- Berry Blue

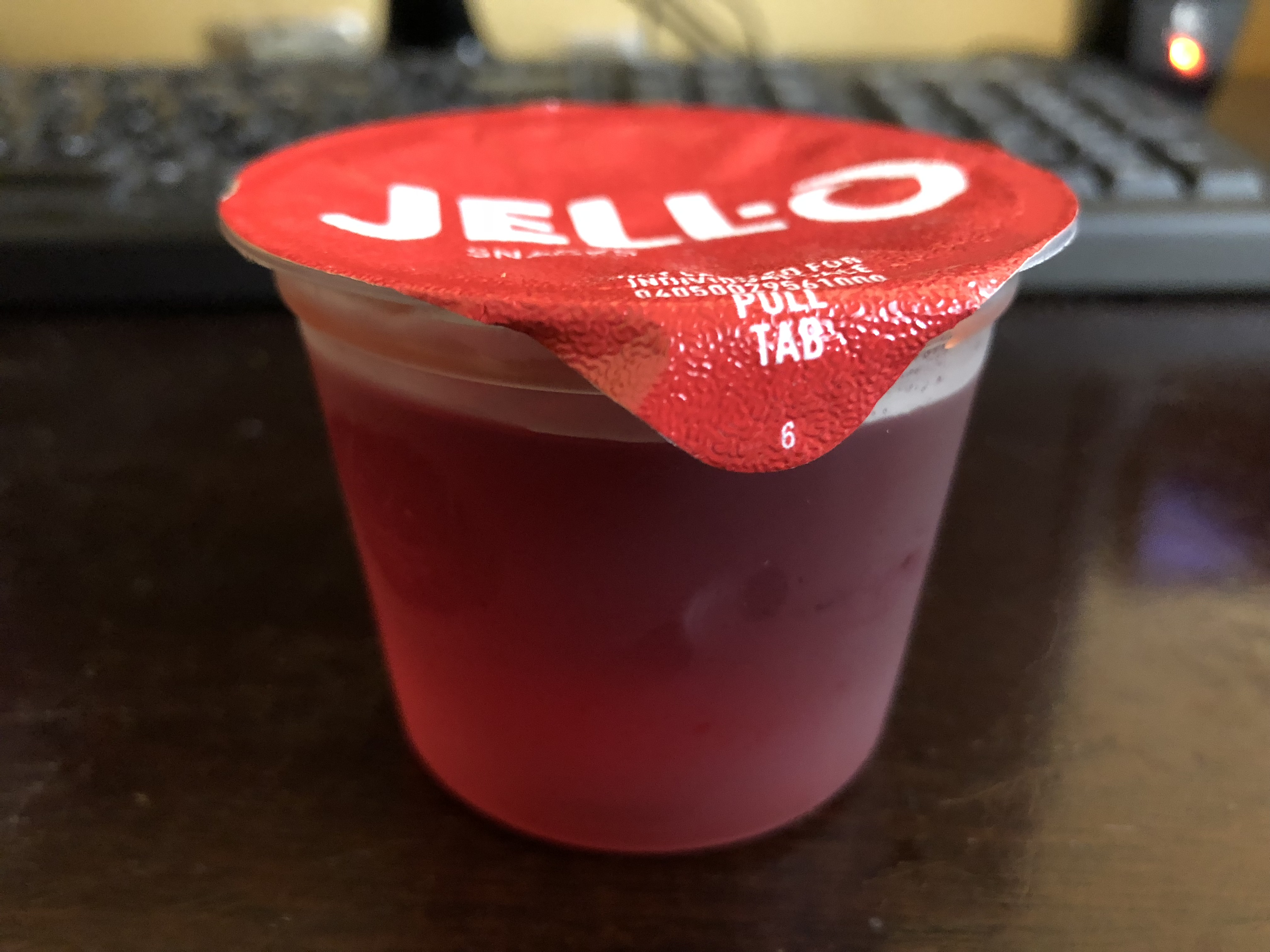
いちごゼリー。

- Black Cherrya
- Blueberry Pomegranate
- Cherrya
- Cherry Lemonade
- Cranberry
- Fruit Punch
- Grape
- Lemona
- Limea
- Mango
- Margaritab
- Melon Fusion
- Mixchief Grape Color-Changing
- Mixchief Juice
- Mixchief Soda Pop
- Orangea
- Peacha
- Piña Coladab
- Pineapple
- Raspberrya
- Strawberrya
- Strawberry Daiquiri
- Strawberry-Bananaa
- Tropical Fusion
- Watermelon
- Jolly Rancher Sour Green Apple

### プリン

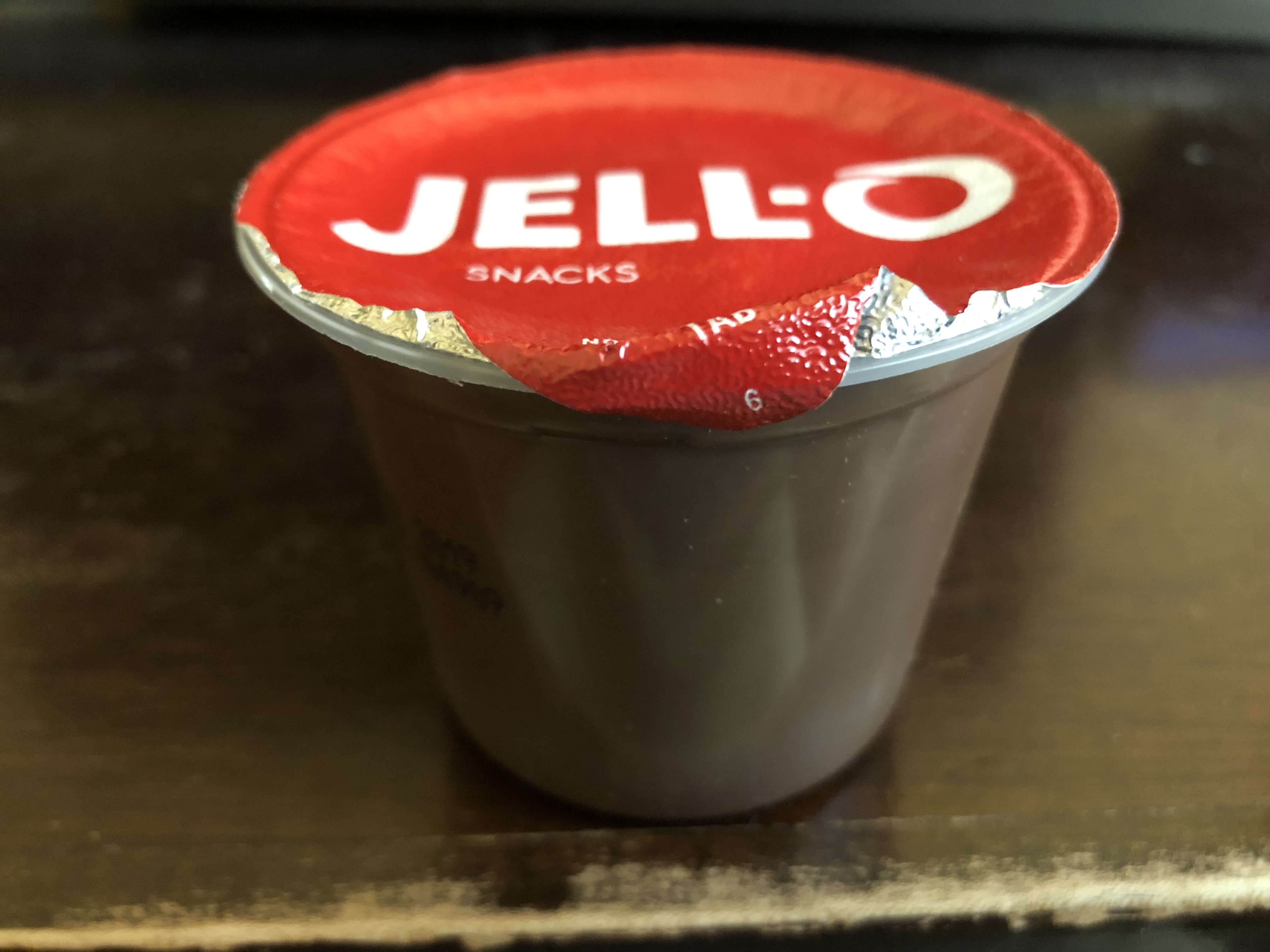
ジェロー・チョコレートプリン。

- Banana Creama
- Boston Cream Pie（英語版）c
- Butterscotcha
- Candy Caneb
- Caramel
- Cheesecakea
- Chocolatea
- Chocolate Fudgea
- Chocolate-Vanilla Swirlc
- Classic Turtleb
- Coconut Cream
- Crème brûléec
- Custard
- Dark Chocolatec
- デビルズフードケーキ
- Double Chocolatec
- Dulce De Lechec
- Flan
- French Vanilla
- Gingerbreadb
- Lemona
- Mixchief Vanilla Color-Changing
- Orange Ice Creamc
- Oreo Cookies 'n Creme（英語版）
- Pistachioa
- Pumpkin Spiceb
- Red Velvet
- Rice Pudding
- S'more pudding
- Strawberry Cheesecakec
- Strawberry Crème
- Strawberry Ice Creamc
- Tapioca
- Vanillaa
- White Chocolatea

^a無糖/低カロリー製品も存在する。

 ^b季節限定製品。

 ^c調理済み製品のみ存在する。

## 廃止されたフレーバー
- Apple (Banana Orange)
- Black Raspberry
- Blackberry
- Bubble Gum
- Celery
- Chocolate (Gelatin)
- Chocolate Ice Cream Powder
- Coffee
- Cola
- Concord Grape
- Cotton Candy
- Cranberry-Strawberry
- Cranberry-Raspberry
- Green Apple
- Root Beer
- Italian Salad
- Lemon-Lime
- Lemon Ice Cream Powder
- Melon-Berry
- Mixed Vegetable
- Orange-Banana
- Orange-Coconut (pudding)
- Orange-Pineapple
- Passion Fruit
- Pineapple-Grapefruit
- Maple Syrup
- Plain
- Raspberry Mango
- Seasoned Tomato
- Sparkling Berry
- Sparkling Mandarin Orange
- Sparkling White Grape
- Strawberry Punch
- Strawberry-Kiwi
- Triple Chocolate
- Tomato
- Tropical Fruit
- Unflavored Ice Cream Powder
- Vanilla Ice Cream Powder
- Wild Raspberry
- Wild Strawberry
- Watermelon Candy